# Cerkiew Narodzenia Najświętszej Maryi Panny w Rogaczach
Cerkiew Narodzenia Najświętszej Maryi Panny – prawosławna cerkiew parafialna w Rogaczach. Należy do dekanatu Kleszczele diecezji warszawsko-bielskiej Polskiego Autokefalicznego Kościoła Prawosławnego.
Cerkiew prawosławna w Rogaczach z pewnością istniała na początku XVII w. Nie jest możliwe jednoznaczne ustalenie, kiedy miejscowa parafia przystąpiła do Kościoła unickiego, jednak z pewnością nastąpiło to nie później, niż w połowie tegoż stulecia. W XVIII w. z fundacji Jerzego Matuszewicza na miejscu starszej, już bardzo zniszczonej świątyni wzniesiono nową cerkiew unicką. W tym samym stuleciu w Rogaczach pojawił się kult św. Antoniego, którego wizerunek miał w cudowny sposób objawić się na drzewie. Według Grzegorza Sosny początkowo kultem otaczano Antoniego Padewskiego.
W 1839 cerkiew w Rogaczach, na mocy postanowień synodu połockiego, została administracyjnie włączona do Rosyjskiego Kościoła Prawosławnego. Świątynia stała się po tej dacie ośrodkiem kultu św. Antoniego Pieczerskiego. W 1872 budynek został całkowicie zniszczony wskutek pożaru. Na miejsce spalonej cerkwi przeniesiona została świątynia odkupiona od parafii w Dubinach. W 1940 w świątyni w Rogaczach urządzony został drugi ołtarz pod wezwaniem św. Antoniego Pieczerskiego. Cztery lata później obiekt poważnie ucierpiał na skutek ostrzału artyleryjskiego. Po wojnie budowla była kilkakrotnie odnawiana. Gruntowny remont przeszła na początku XXI w.
Cerkiew położona jest we wschodniej części wsi, u zbiegu dróg prowadzących do Miedwieżyków i Mikulicz.

## Historia

### XVI–XVIII w.
Według Jerzego Hawryluka pierwsza cerkiew w Rogaczach (Rohaczach) powstała w 1525. Maria Kałamajska-Saeed twierdzi natomiast, że jest to jedna z wielu podlaskich świątyń prawosławnych, których początków nie da się dokładnie ustalić, a pierwsza wzmianka o niej pochodzi dopiero z 1610. Podobnie Grzegorz Sosna rozpoczyna opis dziejów świątyni od 1610. Natomiast w 1624 Wasil Kaleczycki, właściciel wsi, w 1624 w pamiętniku domowym zapisał: „przebudowałem Cerkiew rohacką i wszystko odnowiłem i aparata posprawiałem, która cerkiew kosztuje tak budynek, rzemieślnik i aparata złotych 400”. Cerkiew podlegała pierwotnie eparchii włodzimiersko-brzeskiej. Następnie miejscowa parafia przyjęła unię (stało się to najpóźniej w połowie XVII w.) i znalazła się w strukturach unickiej diecezji włodzimiersko-brzeskiej.
Pierwszy obszerny opis unickiej cerkwi w Rogaczach pochodzi z 1725 i został sporządzony przy okazji wizytacji kanonicznej miejscowej parafii. Zapisano w nim, że obiekt był bardzo stary, wzniesiony z drewna, podkreślono jego zły stan techniczny (zwłaszcza w przypadku przedsionka i dzwonnicy, które groziły zawaleniem), brak kopuły i krzyża oraz dziurawy dach. Budynek miał dwa okna, nie posiadał posadzki. W obiekcie nadal znajdowały się królewskie wrota, nie wymieniono natomiast ikonostasu. Na wyposażeniu cerkwi był polskojęzyczny Ewangeliarz, cerkiewnosłowiański Irmołogion oraz dwa dzwony, z których tylko jeden nadawał się do użytku, drugi bowiem został rozbity. Podkreślono, że parafia nie posiadała kompletu ksiąg liturgicznych i że były one wypożyczane z innych placówek duszpasterskich. Wskazano natomiast, że w świątyni znajdowało się pięć obrazów umieszczonych w ołtarzach bocznych oraz osiem niewielkich obrazów moskiewskich, tj. ikon prawosławnych powstałych jeszcze przed unią brzeską
Zły stan cerkwi w Rogaczach najprawdopodobniej skłonił właściciela miejscowych dóbr, starostę stokliskiego Józefa Jerzego Matuszewicza do budowy nowej świątyni. Według XIX-wiecznej kroniki cerkiewnej nastąpiło to w końcu lat 40. XVIII w., a w tym samym czasie w Rogaczach doszło do objawienia ikony św. Antoniego, która pojawiła się na gruszy. Ustawiona na prawo od carskich wrót w cerkwi, stała się przedmiotem szczególnego kultu. Według części źródeł wizerunek przedstawiał Antoniego Pieczerskiego i to on został patronem nowej świątyni. Według ks. Grzegorza Sosny w cerkwi w okresie unickim czczono Antoniego Padewskiego, a kult Antoniego Pieczerskiego rozwinął się w jego miejsce dopiero po przejściu parafii na prawosławie. Jeszcze do 1939 uroczystości liturgiczne ku czci Antoniego Pieczerskiego odbywały się w Rogaczach 13 czerwca, tj. wtedy, gdy Kościół łaciński wspomina Antoniego Padewskiego. Dopiero w wymienionym roku proboszcz Stefan Iwankiewicz przeniósł je na dzień wspomnienia Antoniego Pieczerskiego w tradycji prawosławnej.

### Cerkiew prawosławna po 1839

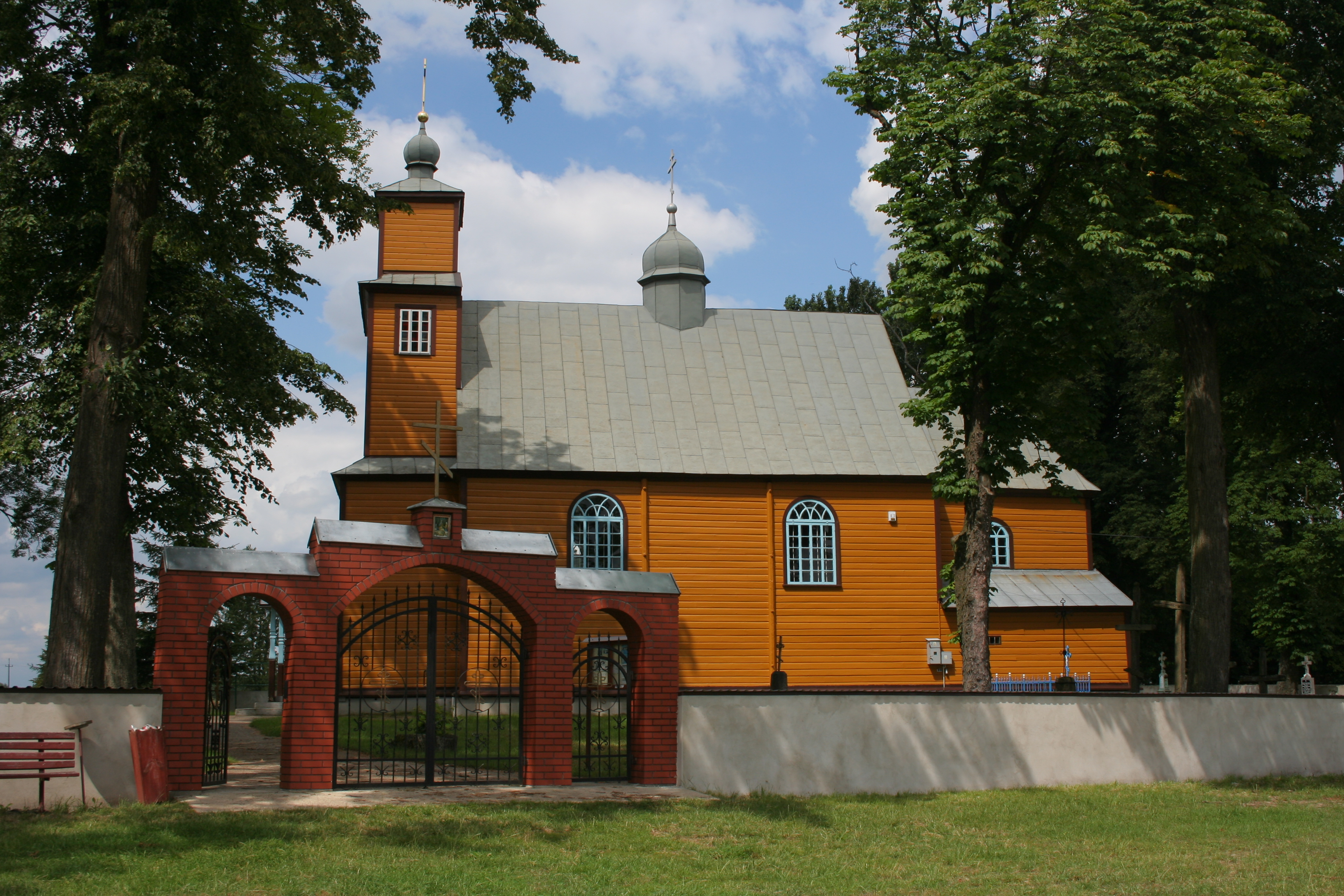
Widok cerkwi przed remontem w 2011

W I połowie XIX w. cerkiew w Rogaczach nie była świątynią parafialną. W 1839, na mocy postanowień synodu połockiego wszystkie struktury unickie na Podlasiu przeszły do Rosyjskiego Kościół Prawosławnego. Kolejna informacja o istnieniu w Rogaczach samodzielnej parafii pochodzi z 1865.
W 1872 ks. Wasilij Charłampowicz, proboszcz rogacki, postanowił pozłocić umieszczoną na ikonie św. Antoniego srebrną koszulkę. W związku z tym wizerunek został wyniesiony ze świątyni. W tym samym roku drewniana cerkiew spłonęła, prawdopodobnie wskutek nieumyślnego podłożenia ognia, a jedynym elementem wyposażenia, który z niej uratowano, był krzyż ustawiony dotąd w przedsionku. Rok później parafia w Rogaczach zakupiła drewnianą świątynię dotąd znajdującą się w Dubinach. Powstała ona w I połowie XVIII lub I połowie XIX w. i została w 1873 przeniesiona na nowe miejsce. 8 września 1873 świątynię powtórnie konsekrowano, a miejscowi parafianie opłacili wykonanie do niej nowego wyposażenia. Wizerunek św. Antoniego, który w momencie pożaru był poza budynkiem, również wniesiono do nowej cerkwi.
W 1905 do parafii w Rogaczach należały 1473 osoby. 2 sierpnia 1915 (20 lipca według kalendarza juliańskiego), po uroczystościach w dniu św. Eliasza, wszyscy prawosławni mieszkańcy wsi udali się na bieżeństwo. Bezpośrednio przed wyjazdem wzięli udział w nabożeństwie w cerkwi, z której następnie wyniesiono najcenniejsze elementy wyposażenia, w tym ikonę św. Antoniego. Prawosławni wracali do wsi w latach 1919–1921, natomiast wizerunek zaginął. Zastąpiono go kopią, którą napisał dla rogackiej parafii mnich Archip z monasteru w Żyrowiczach.
W niepodległej Polsce cerkiew w Rogaczach początkowo została zarejestrowana jako parafialna (w 1918), następnie jednak status ten został jej odebrany. Do 1929 była jedynie filią parafii św. Barbary w Milejczycach. W latach 30. XX wieku w dokonano remontów dachu i podłogi świątyni oraz otaczającego ją parkanu. W 1940 w cerkwi urządzony został drugi ołtarz pod wezwaniem św. Antoniego Pieczerskiego, ufundowany przez parafianina, który pragnął w ten sposób podziękować za uzdrowienie z padaczki. 23 lipca 1944 świątynia poważnie ucierpiała na skutek ostrzału artyleryjskiego. Kilka pocisków trafiło wówczas w budynek cerkwi, w której trwały uroczystości ku czci św. Antoniego; jedna osoba zginęła. W pierwszych latach po II wojnie światowej niemal 1/3 parafian wyjechała do Związku Radzieckiego.
W 1954 cerkiew została odmalowana (we wnętrzu i na zewnątrz), założono w niej instalację elektryczną i wymieniono dach, zaś sześć lat później zakupiono trzy dzwony. Inicjatorem tych działań był ks. Jan Juzwuk, który kierował miejscową parafią od 1953 do 1973. Kolejne remonty przeprowadził ks. Piotr Martyniuk, proboszcz w latach 1990–2000. Z jego inicjatywy ponownie pomalowano wnętrze obiektu i odnowiono zabytkowy ikonostas. W 1996 w cerkwi wybuchł pożar, który jednak został szybko ugaszony i nie wywołał większych zniszczeń.
W 2003 przy cerkwi zbudowano niewielką kaplicę, w której odtąd przeprowadzane są obrzędy święcenia wody. Cztery lata później przeprowadzono remont dzwonnicy, która odchylała się od pionu, zaś w 2009 – kompleksową renowację całej bryły budynku (wymiana szalówki i podwalin, wzmocnienie konstrukcji dzwonnicy i więźby dachowej, wymiana blachy na cerkwi, kopuł i okien). Świątynię wpisano do rejestru zabytków 16 czerwca 2009 pod nr A-235.
W 2011 przeprowadzono remont cerkwi, zmieniając formę cebulastego hełmu nad nawą oraz kolorystykę.

## Architektura

### Bryła budynku

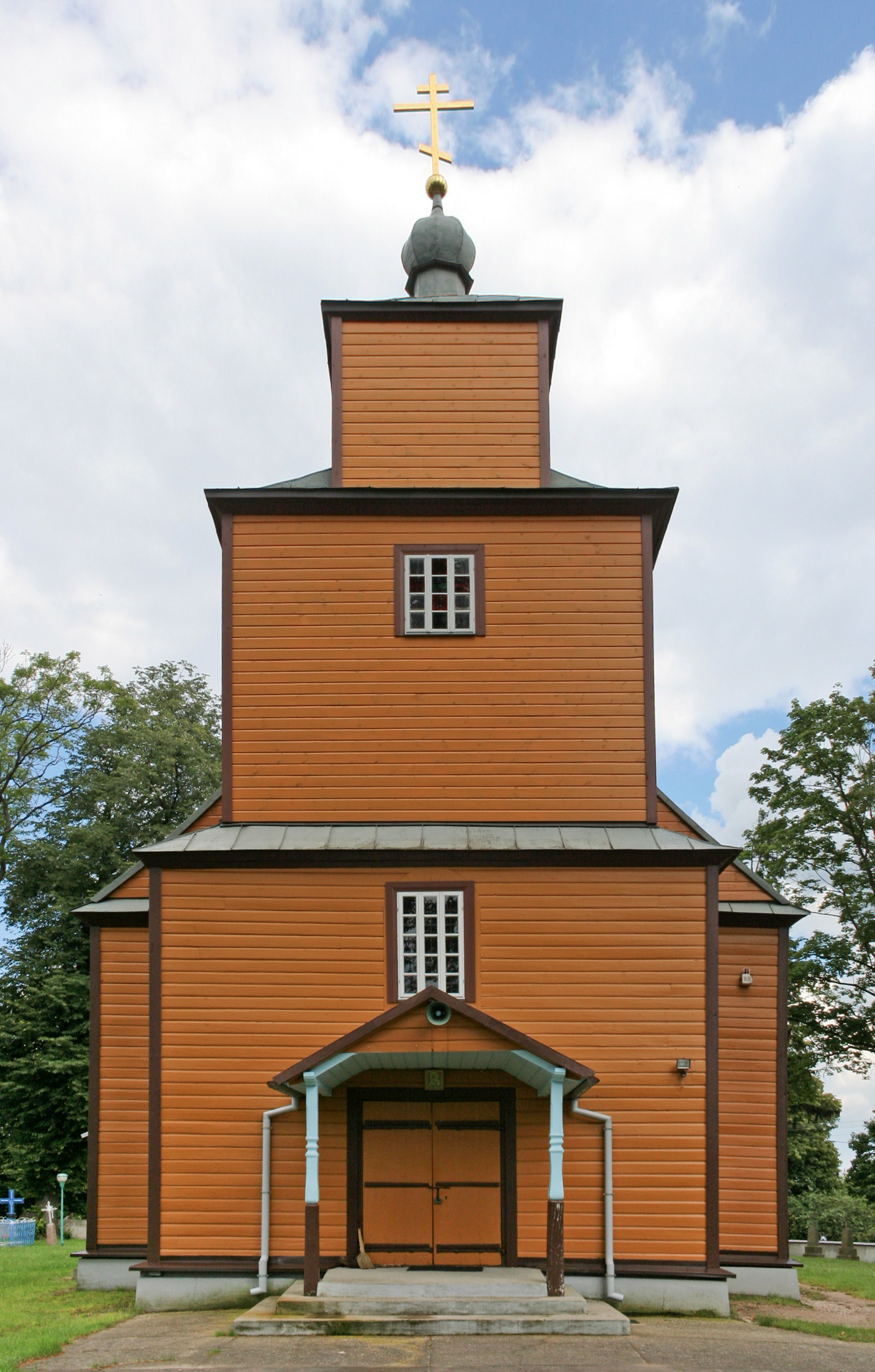
Elewacja świątyni (widok przed remontem i przemalowaniem obiektu)

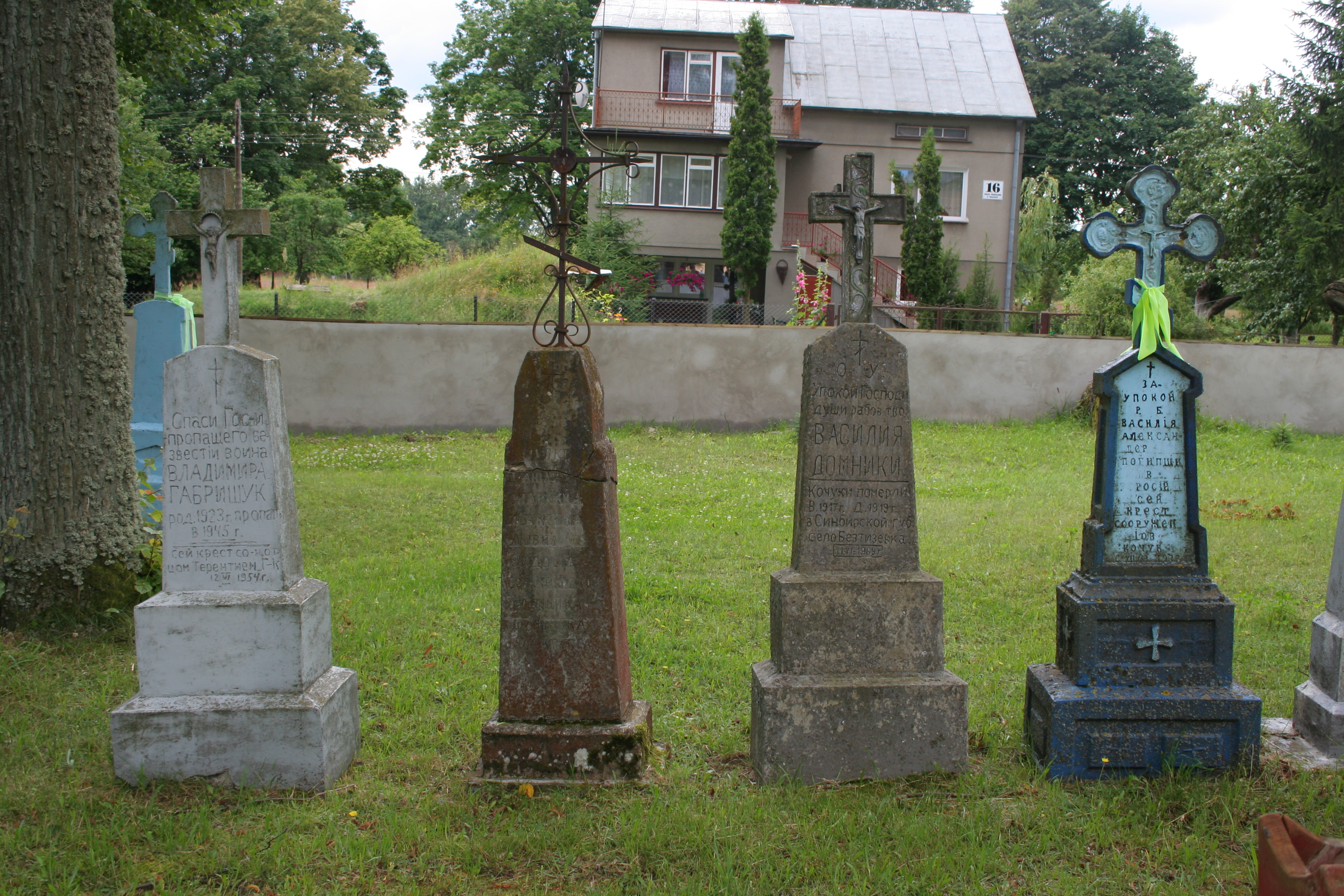
Krzyże przy cerkwi wzniesione w intencji parafian zmarłych na bieżeństwie (pierwsze dwa od prawej) i żołnierza, który zaginął bez wieści (pierwszy z lewej)

Cerkiew w Rogaczach jest budowlą drewnianą, o konstrukcji zrębowej wzmacnianej lisicami, orientowaną, trójdzielną. Wejście od frontu jest poprzedzone gankiem, wspartym na dwóch słupach. Nad węższym od nawy przedsionkiem znajduje się wieża-dzwonnica o trzech zwężających się kondygnacjach, zwieńczona ośmiopołaciową cebulastą kopułą. Prezbiterium jest mniejsze od nawy, zamknięte prostokątnie, przylegają do niego dwie boczne, niższe od niego zakrystie. Nad przedsionkiem oraz nawą znajdują się dachy dwuspadowe, a nad korpusem obiektu – ośmioboczna blaszana wieżyczka zwieńczoną cebulastym hełmem. Nad prezbiterium znajduje się dach trójspadowy. Strop nawy jest płaski, wsparty na czterech słupach. Od zachodu w cerkwi znajduje się chór muzyczny wsparty na dwóch słupach.

### Wystrój wnętrza
Ikonostas cerkiewny pochodzi z 1874, został wykonany w stylu eklektycznym. Jest on trzyrzędowy. Po prawej stronie ikonostasu dla kultu wystawiona jest Golgota. Starsza od ikonostasu jest darochranitielnica z II ćwierci XIX stulecia, zwieńczona promienistą glorią z postacią Chrystusa Zmartwychwstałego na awersie i scenami Złożenia do Grobu i Zmartwychwstania na rewersie. Na wyposażeniu świątyni jest również barokowy kielich, wykonany w XVIII w. w Gdańsku i prawdopodobnie przeniesiony do Rogacz z cerkwi w Boćkach. W tym samym okresie, co ikonostas, powstała natomiast płaszczanica.

#### Ikona św. Antoniego Pieczerskiego
W XIX-wiecznej kronice parafialnej zapisano, że ikona św. Antoniego napisana została farbami olejnymi na prostokątnej desce o wymiarach 75 na 110 cm. Umieszczono ją w lipowej pozłacanej drewnianej ramie. Wizerunek pokrywała srebrna koszulka, spod której widoczna była jedynie twarz i dłonie świętego. Kopia wizerunku wykonana przez mnicha Archipa jest doskonałą repliką oryginału. Umieszczono ją w ramie i koszulce, które w 1915 pozostawiono w rogackiej świątyni. Według miejscowej tradycji do cudownych uzdrowień dochodziło zarówno przed oryginalnym wizerunkiem w XVIII–XIX w., jak i przed jego kopią w dwudziestoleciu międzywojennym.